# Elivelto
Elivelton "Elivelto" Ribeiro Dantas (ur. 2 stycznia 1992 w Holambra) – brazylijski piłkarz, napastnik, występujący w litewskim klubie FK Panevėžys.